# Агарков, Георгий Борисович
Георгий Борисович Агарков (14 апреля 1922, Киев — 29 сентября 1988, Мурманск) — украинский советский медик, учёный-биолог. Педагог, профессор. Специалист в области морфологии водных животных и гидробионики.

## Биография
После окончания в 1949 году Киевского медицинского института, был оставлен для работы в вузе и преподавал в нём до 1965 года, был профессором кафедры анатомии.
В 1965 году перешёл на работу в Институт зоологии АН УССР. Был старшим научным сотрудником, в 1969—1988 годах — заведующим отделом функциональной морфологии водных животных и гидробионики.
Умер в Мурманске. Похоронен в Киеве на Байковом кладбище.

## Научная деятельность
Автор ряда работ, посвящённых проблемам морфологии и гидробионики, философским вопросам природоведения.
Автор изобретений в области медицины, в частности, хирургических методов прокладки в теле животного коммуникаций.

## Избранные публикации
- Реактивні зміни нервового апарату надниркових залоз при вагітності // ПАГ. 1960. № 3;
- До питання про іннервацію парагангліїв та інтерреналових тілець черевної порожнини людини // Доп. АН УРСР. 1961. № 4;
- Нервный аппарат надпочечных желез. Москва, 1964;
- Морфология дельфинов. Киев, 1974 (в соавт.);
- Функциональная морфология китообразных. Киев, 1979;
- Эволюция и адаптация нервного аппарата надпочечных желез позвоночных. Киев, 1985;
- Морфофункциональные аспекты церебральной системы принятия решения у позвоночных. Киев, 1986 (в соавт.);
- Функциональная морфология эндокринных желез морских млекопитающих. Киев, 1987.